# Предслава (княгиня)
Предслава (*X ст.) — дружина великого князя Київського Святослава Хороброго, мати князя Ярополка і, можливо, Олега. Ім'я перекладається як Попереду слави.

## Походження
Про дружин великого князя Святослава відомостей обмаль. Відомо, що він мав гарем. Відповідно до російського історика Василя Татищева, старшою дружиною була угорська княжна на ім'я Предстлавна. Втім, на думку українського дослідника Леонтія Войтовича, це ім'я є результатом помилкового висновку Татищева з тексту угоди 944 року між Руссю та Візантійською імперією. В іншому ж, цілком ймовірно, що союз з Угорською державою міг бути скріплений шлюбом з донькою угорського князя Такшоня. Окрім того, висловлюється думка, що Предслава була донькою київського боярина або печенізького хана.

## Біографія
Є відомості, що начебто Предслава спрямувала найманця, щоб вбити Малушу, наложницю Святослава, проте невдало. Після цього великий князь відправив дружину до поселення, яке отримало її ім'я — Передславине (за іншою версією, воно названо на честь доньки великого князя Володимира). Подальша доля невідома.

## Родина
Вважається матір'ю великого князя Ярополка, а іноді й його брата Олега. Дослідник Георгій Вернадський висловлював припущення, що сином Предслави та Святослава міг бути Володислав, що помер замолоду. Втім, вона не займалася вихованням дітей, оскільки це перебрала на себе свекруха княгиня Ольга.